# Mačapučare
Mačapučare nebo Mačhapučrí (anglicky Machapuchare, nepálsky माछापुच्छ्रे) je hora v Nepálu, součást masivu Annapurny. Je vysoká 6993 m n. m. Název znamená v nepálštině „rybí ocas“, což poukazuje na neobvyklý tvar hory, která se těsně pod vrcholkem rozdvojuje. Pro své příkré stěny bývá hora Evropany také často přirovnávána k Matterhornu. Mačapučare tvoří charakteristickou dominantu 25 km vzdáleného města Pókhara, turisté s oblibou fotografují, jak se spolu se sousedními vrcholky odráží ve vodách jezera Phéva. Hora je posvátná: podle hinduistů na ní sídlí Šiva, podle buddhistů Amitábha, výstup na vrchol je proto zakázán. První horolezci na Mačapučare, Angličané David Cox a Wilfrid Noyce v roce 1957, proto na základě slibu, který dali nepálskému králi, ponechali vrcholové partie nedotčené. Existují dohady, že počátkem osmdesátých let vystoupil ilegálně až na vrchol Novozélanďan Bill Denz, ten však krátce nato zahynul, takže se tvrzení nedá ověřit.